# Holes
Holes (intitulado no Brasil Buracos e em Portugal O Polegar de Deus) é um livro escrito por Louis Sachar. O livro foi adaptado para um filme homônimo de 2003 da Walt Disney Pictures, com atuações de Shia LaBeouf e Khleo Thomas. Em 2006, Louis lançou Small Steps, que conta a história de Sovaco, um dos personagens do livro, após os eventos do enredo.

## Enredo
Stanley Yelnats VI (note que Yelnats é Stanley escrito ao contrário) é um adolescente azarado que vem de uma linhagem de pessoas sem sorte desde que seu trisavô foi amaldiçoado por Madame Zeroni. Um dia, ele é atingido por tênis que caem do céu. Os tênis eram uma doação para uma instituição de caridade feita por um famoso jogador de beisebol, Clide Livingston, e a polícia erroneamente condena Stanley por roubo. Podendo escolher entre a cadeia ou um centro de detenção juvenil, ele escolhe a segunda opção, é mandado para o Texas e se torna o mais novo detento de Camp Green Lake, o Acampamento do Lago Verde, que na verdade não fica perto de lago nenhum mas sim no leito do quê um dia foi um corpo d'água no meio de um deserto muito longe de qualquer outro estabelecimento. O isolamento foi proposital, pois isso evita eventuais fugas: os detentos sabem que se fugirem, morrerão de sede e cansaço. Neste acampamento, cada garoto é obrigado a cavar um buraco de um metro e meio de profundidade e diâmetro todos os dias. Stanley começa a desconfiar que os buracos são cavados por que a Direção, sua superiora, está à procura de alguma coisa escondida no fundo do antigo lago. Conforme Stanley cava seus buracos, ele faz amizade com os outros detentos e começa a se adaptar à sua nova realidade.
Há cento e dez anos havia uma cidade nos arredores do lago chamada Green Lake. Nesta cidade havia uma professora chamada Katherine Barlow, que se apaixonou por Sam, um vendedor de cebolas. Essas cebolas cresciam em uma área especial e eram vendidas para alimentação e propósitos médicos. Katherine o contrata para trabalhos manuais em troca de seus pêssegos picantes caseiros. Nessa época, o racismo foi institucionalizado nos Estados Unidos e era contra a lei uma mulher branca e um homem negro se beijarem. Por conta de Sam ser negro e Katherine ser branca, os habitantes da cidade enfurecem-se quando descobrem a relação amorosa dos dois. Charles "Truta" Walker, o homem mais rico da cidade que sempre quis se casar com Katherine, também se enfurece com a notícia e decide convencer a população da cidade a queimar a escola e matar Sam. Katherine procura o xerife local, mas descobre que ele também quer Sam morto. Ela e seu amado tentam fugir de barco mas ele é destruído e Sam morre. Após a morte do vendedor de cebolas, não chove mais na cidade, e o lago seca.
Katherine enlouquece e vira uma fora-da-lei conhecida como Kissin' Kate Barlow (Kate Berlow, a Beijoqueira, pelo fato dela beijar os homens que mata, deixando marcas de batom nos seus rostos). Nos seus vinte anos de roubos ela acaba roubando o bisavô de Stanley quando ele ia de Nova Iorque para o Texas. Desde que o lago secou, a população local foi embora e Kate enterra os frutos de seus crimes em algum lugar por ali, até que é capturada por Charles Walker e sua esposa Linda (uma ex-aluna de Katherine). Eles tentam torturá-la para que revele o local onde estão enterrados os dólares que roubou, mas ele é picada por um lagarto venenoso e morre rindo do fracasso dos dois. Desde a sua morte, o lago e seus arredores constituem um deserto e as terras pertencem à família Walker, até que o acampamento é fundado.
Stanley encontra dificuldades para cavar os buracos, pois o local é muito quente e a terra é seca e dura. Ele descobre que seu colega Zero é analfabeto e que seu verdadeiro nome é Hector Zeroni. Zero passa a cavar uma parte do buraco de Stanley todos os dias para que este o ensine a ler e escrever. A Direção, no entanto, descobre o acordo e insulta Zero por seu analfabetismo.
Zero foge do acampamento e tem seus arquivos destruídos por Direção para que ninguém procure por ele. Stanley, dias depois, foge também para salvar seu amigo. Ele o encontra embaixo de um barco com o nome "Mary Lou" pintado nele. O barco pertencia a Sam. Os dois bebem um líquido, denominado "Tchum" por Zero, encontrado em garrafas embaixo do barco. O líquido na verdade é formado pelos restos fermentados dos pêssegos apimentados de Katherine. Zero acaba vomitando mais tarde. Os dois então sobem uma montanha, que na verdade era a antiga plantação de Sam. No cume do monte, eles sobrevivem de cebolas e água barrenta e decidem voltar para o acampamento, planejando procurar o tesouro de Kate no buraco onde Stanley achou um batom.
Os dois detentos encontram uma velha maleta, que eles acreditam estar cheia dos frutos dos roubos de Katherine. A Direção encontra os fugitivos e tenta roubar a maleta, mas encontra um ninho de lagartos venenosos no buraco onde os dois estão. Ela revela que ela e sua família foram forçados a cavar pelos seus avós todos os dias para encontrar a maleta e por isso ela criou o acampamento. A advogada de Stanley, sra. Morengo, e um procurador geral chegam ao local para pegar Stanley, que foi inocentado. Horas mais tarde, Stanley sai do buraco. A Direção tenta pegar a maleta, mas Zero nota que o nome de Stanley estava escrito nela. Kate Berlow usou a mala do avô de Stanley para guardar o dinheiro. A advogada de Stanley afirma que a maleta é certamente do garoto, e a Direção fracassa em obter o tesouro que sua família procurava há mais de um século. Zero também pode ir embora com Stanley, pois não há arquivos sobre ele no acampamento. Na maleta, há vários objetos de valor, e os pobres Yelnats agora estão ricos.
No fim do livro, descobre-se que Zero é o tataraneto de Madame Zeroni, e por ter sido carregado montanha acima e alimentado por Stanley, a maldição foi quebrada. Zero se reencontra com sua mãe, de quem foi separado anos atrás, e o pai de Stanley, inventor, finalmente inventa algo lucrativo: uma cura para odor nos pés.

## Prêmios
O livro recebeu diversas premiações:
- Medalha Newbery de 1998
- National Book Award para Literatura Popular de 1998
- finalista do Los Angeles Times Book Prize de 1998
- Boston Globe-Horn Book Award de 1999
- Young Readers' Choice Award – Junior de 2001